# Ion Ionescu
Ion Ionescu (né le 5 avril 1938 à Bucarest en Roumanie) est un ancien joueur et entraîneur de football roumain.

## Statistiques
- Total de matchs joués en Liga I : 184 matchs - 107 buts
- Meilleur buteur en Liga I : 1962–63, 1965–66

## Palmarès

### Rapid Bucarest
- Champion de Roumanie en 1967
- Vice-Champion de Roumanie en 1964, 1965 et 1966
- Vainqueur de la Coupe des Balkans des clubs en 1964 et 1967
- Finaliste de la Coupe de Roumanie en 1961, 1962 et 1968

### Alemannia Aachen
- Vice-Champion d'Allemagne en 1969

### Cercle Bruges KSV
- Champion de Belgique D2 en 1971